# Gleb Nyikolajevics Golubev
Gleb Nyikolajevics Golubev (cirill betűkkel: Глеб Никола́евич Го́лубев) (Tver, 1926. január 15. – Moszkva, 1989. október 14.) orosz nemzetiségű szovjet író, újságíró.

## Élete
Első munkája 1946-ban jelent meg. A tudományos-fantasztikus, az életrajzi és a detektív-irodalom műfajában alkotott, regényeket, novellákat és filmforgatókönyveket írt. A Vokrug Szveta és az Iszkatyel magazinokban jelent meg huszonhét regénye, illetve rövidebb története. A Mir prikljucsenyij című almanach is közölte írásait. Számos munkája a tengereken játszódik, ezek detektív- illetve tudományos-fantasztikus elemeket tartalmaznak, s a hipnózis, valamint az emberi psziché egyéb nehezen magyarázható elemei fontos szerepet játszanak bennük (Golosz v nocsi és Vszpomnyi!). Első tudományos-fantasztikus regénye, a Zolotaja medal Atlantyidi 1956-ban jelent meg. Számos munkája megjelent német, kínai, magyar, lengyel, bolgár és más nyelveken is. 1966-ban lett a Szovjet Írószövetség tagja.

## Magyarul megjelent művei
- Gleb Golubjov: Hiren piramisának titka. Regény;  ford. Auer Kálmán; Kossuth, Bp., 1966 (Univerzum könyvtár)
- Gleb Golubjov: A kígyóisten nem válaszol. Regény; Móra, Bp., 1975 (Delfin könyvek)

## Fordítás
- Ez a szócikk részben vagy egészben  a(z)   Голубев, Глеб Николаевич című orosz Wikipédia-szócikk ezen változatának fordításán alapul.  Az eredeti cikk szerkesztőit annak laptörténete sorolja fel. Ez a jelzés csupán a megfogalmazás eredetét és a szerzői jogokat jelzi, nem szolgál a cikkben szereplő információk forrásmegjelöléseként.